# Kościół Matki Bożej Nieustającej Pomocy w Mielcu
Kościół Matki Bożej Nieustającej Pomocy w Mielcu – rzymskokatolicki kościół parafialny należący do parafii pod tym samym wezwaniem (dekanat Mielec Południe diwecezji tarnowskiej).

## Historia
Świątynia została wzniesiona w latach 1974-1977, natomiast pierwszy raz została poświęcona w dniu 18 grudnia 1977 roku. W sierpniu 1975 roku został wmurowany kamień węgielny, podarowany z grobu św. Piotra w Rzymie, poświęcił go papież Paweł VI. Aktu wmurowania dokonał biskup Jerzy Ablewicz z towarzyszeniem arcybiskupa Bostonu Humberta Sousy Medeirosa. Budowla została konsekrowana w dniu 4 czerwca 2011 roku przez biskupa Wiktora Skworca. Architektem kościoła był Jan Gottwwald, natomiast kierownikiem budowy - Edward Jurasz. Projekt ściany ołtarzowej jest obecnie w trakcie realizacji i jego autorem jest Maciej Kauczyński. Stacje drogi krzyżowej oraz witraże są dziełem Marii Leszczyńskiej.

## Organy
Początkowo organy do kościoła miały być zamówione w firmie Włodzimierza Truszczyńskiego, jednak miejscowy proboszcz, ks. Jan Białobok, nawiązał kontakt z organistą Marianem Machurą z Krakowa, od którego dowiedział się o możliwości sprowadzenia organów z NRD. Rozważano ofertę z firmy Schuke z Poczdamu, jednak za radą Jerzego Erdmana, ówczesnego eksperta Ministerstwa Kultury, zdecydowano się na wybór firmy Eule z Budziszyna. Budowa trwała w latach 1983-1986. Gotowy instrument poświęcił bp Jerzy Ablewicz 29 listopada 1986 r. Na instrumencie odbywa się corocznie festiwal organowy.
Dyspozycja instrumentu:
| Manuał I              | Manuał II           | Manuał III           | Pedał               |
| Hauptwerk             | Rückpositiv         | Schwellwerk          |                     |
| --------------------- | ------------------- | -------------------- | ------------------- |
| 1. Prinzipal 16'      | 1. Holzgedackt 8'   | 1. Bordun 16'        | 1. Prinzipalbaß 16' |
| 2. Prinzipal 8'       | 2. Prästant 4'      | 2. Prinzipalflöte 8' | 2. Violonbaß 16'    |
| 3. Rohrflöte 8'       | 3. Rohrflöte 4'     | 3. Metallgedackt 8'  | 3. Subbaß 16'       |
| 4. Bellgamba 8'       | 4. Oktave 2'        | 4. Salicional 8'     | 4. Quintbaß 10 2/3' |
| 5. Oktave 4'          | 5. Quinte 1 1/3'    | 5. Schwebung 8'      | 5. Oktavbaß 8'      |
| 6. Spitzflöte 4'      | 6. Sesquialter 2 f. | 6. Prinzipal 4'      | 6. Baßflöte 8'      |
| 7. Quinte 2 2/3'      | 7. Zimbel 3 f.      | 7. Flute douce 4'    | 7. Oktave 4'        |
| 8. Superoktave 2'     | 8. Cromorne 8'      | 8. Viola 4'          | 8. Gedacktflöte 4'  |
| 9. Cornett 5 f.       |                     | 9. Nasat 2 2/3'      | 9. Mixtur 4 f.      |
| 10. Mixtur 5 f.       |                     | 10. Waldflöte 2'     | 10. Posaune 16'     |
| 11. Fagott 16'        |                     | 11. Terz 1 3/5'      | 11. Holztrompete 8' |
| 12. Trompete 8'       |                     | 12. Sifflöte 1'      |                     |
| 13. Span. Trompete 8' |                     | 13. Mixtur 5 f.      |                     |
|                       |                     | 14. Oboe 8'          |                     |
|                       |                     | 15. Vox humana 8'    |                     |